# Феджецел (Бакеу)
Феджецел (рум. Făgețel) — село у повіті Бакеу в Румунії. Входить до складу комуни Ітешть.
Село розташоване на відстані 256 км на північ від Бухареста, 15 км на північний захід від Бакеу, 78 км на південний захід від Ясс, 147 км на північний схід від Брашова.

## Населення
За даними перепису населення 2002 року у селі проживали 12 осіб, усі — румуни. Усі жителі села рідною мовою назвали румунську.